# Aureliu Manea
Aureliu Manea (n. 4 februarie 1945, România – d. 13 martie 2014, Galda de Jos, România) a fost un regizor de teatru, eseist, dramaturg si prozator român.

## Viața

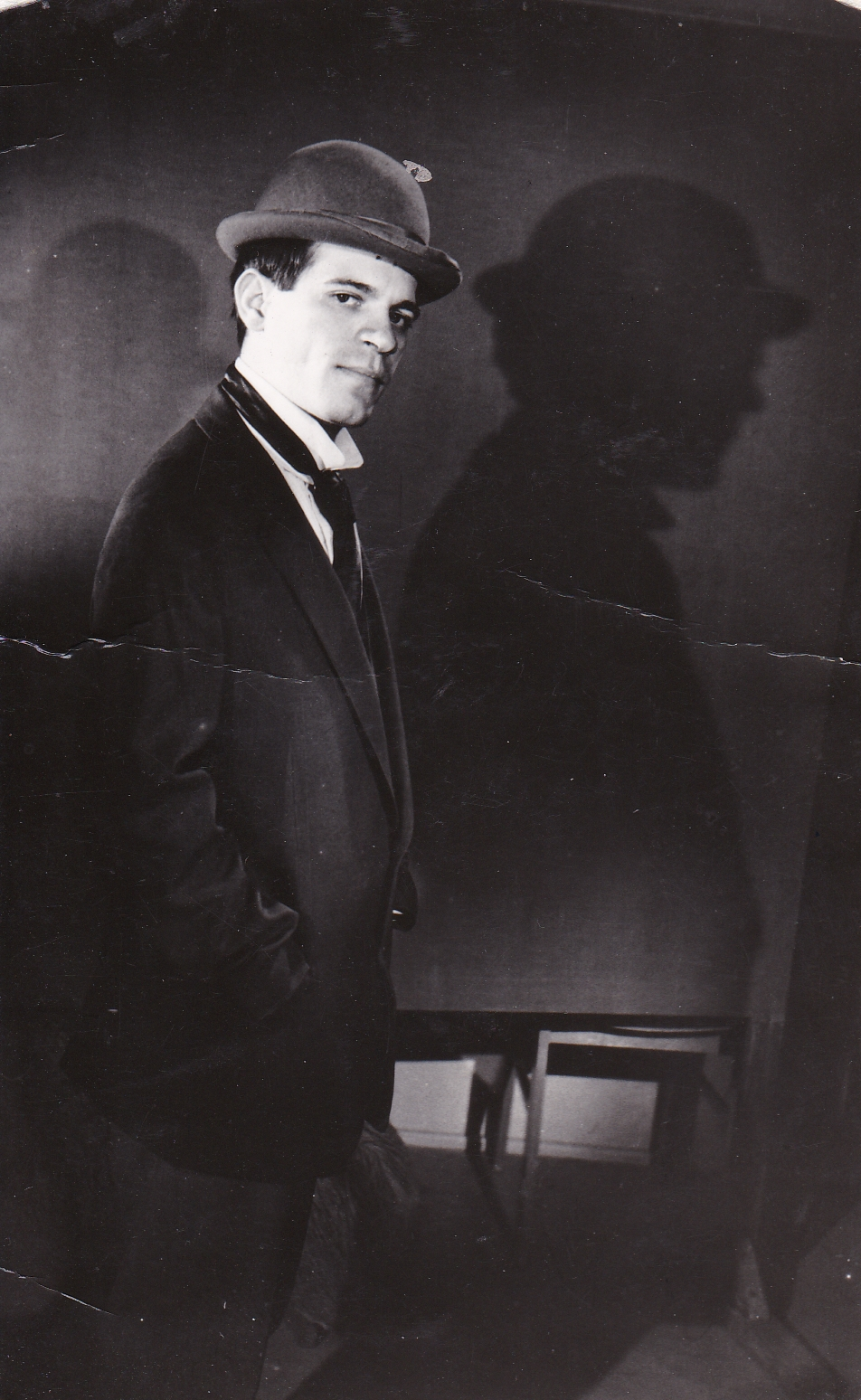
Aureliu Manea

Aureliu Manea, regizor de teatru, eseist, dramaturg și prozator român, s-a născut în 4 februarie 1945 la București. Regizorul s-a stins din viață în data de 13 martie 2014 la Galda de Jos, în județul Alba. Fiul lui Mihai Manea muzician și profesor universitar și al Vasilicăi. A activat pana în 1991 cand s-a retras din viața publica din motive de sănătate. Este înmormântat in Cimitirul Central din Cluj Napoca.

### Studii
- 1963 - absolvent Liceul "Emil Racovița", Cluj Napoca
- 1968 - absolvent IATC București

## Opera artistică
Aureliu Manea era supranumit „regizorul vizionar al generației sale” datorită spiritului său inovator în arta dramatică. În 1992 a primit premiul UNITER pentru întreaga activitate, iar în 1999 Diploma de excelență pentru merite deosebite în promovarea artei teatrale, acordată de Primăria Municipiului Ploiești și Teatrul „Toma Caragiu” din Ploiești.
A montat la teatrele din Sibiu, Iași, Turda, Ploiești, Cluj, Timișoara, Piatra Neamț ș.a.
- 1968 - debut regizoral cu piesa „Rosmersholm” de Henrik Ibsen, la Teatrul Național din Sibiu.

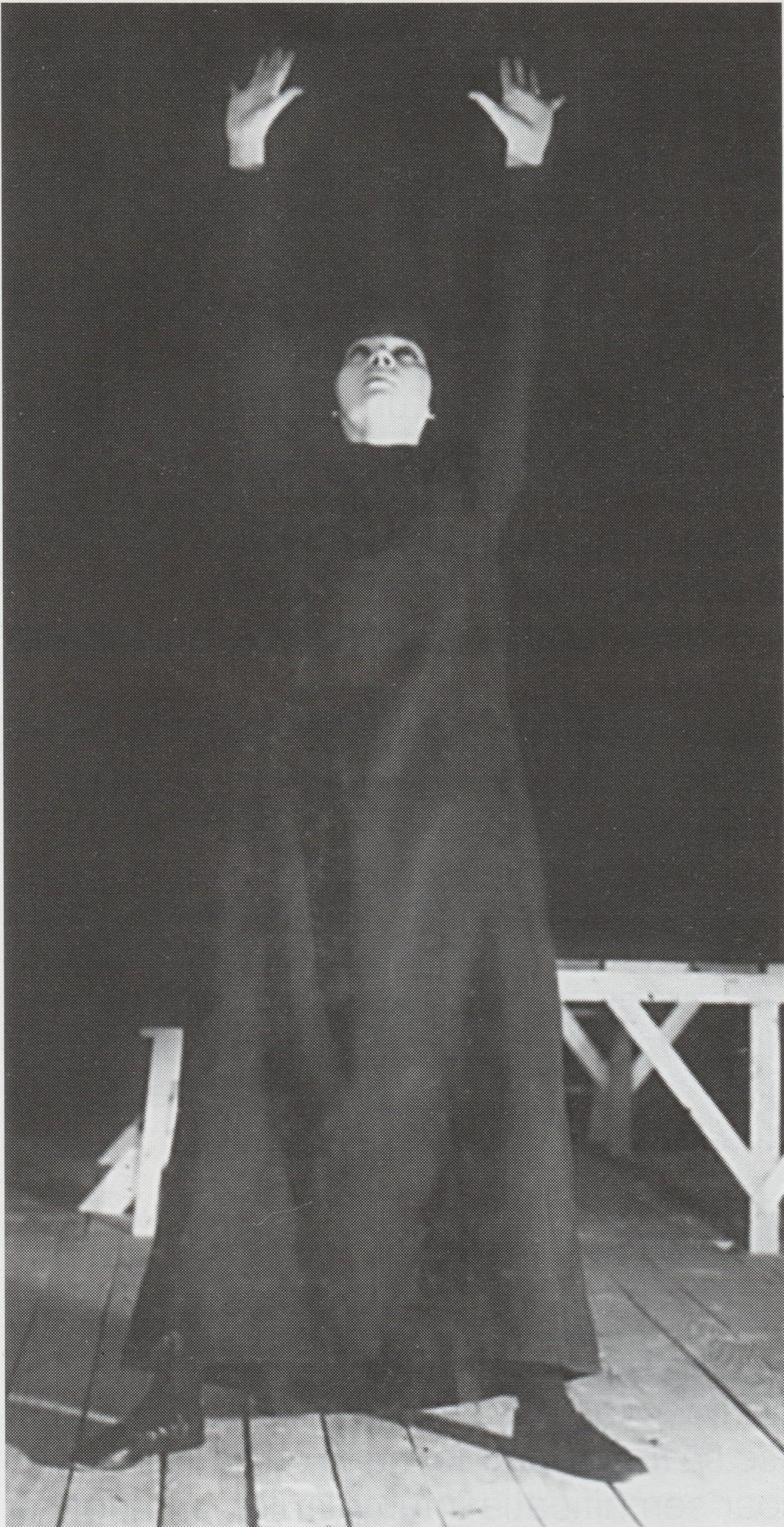
Rosmersholm, Teatrul Național din Sibiu, 1968

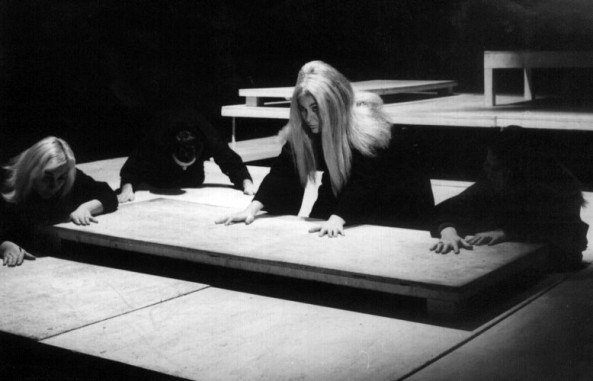
Britannicus, Piatra Neamț, 1969

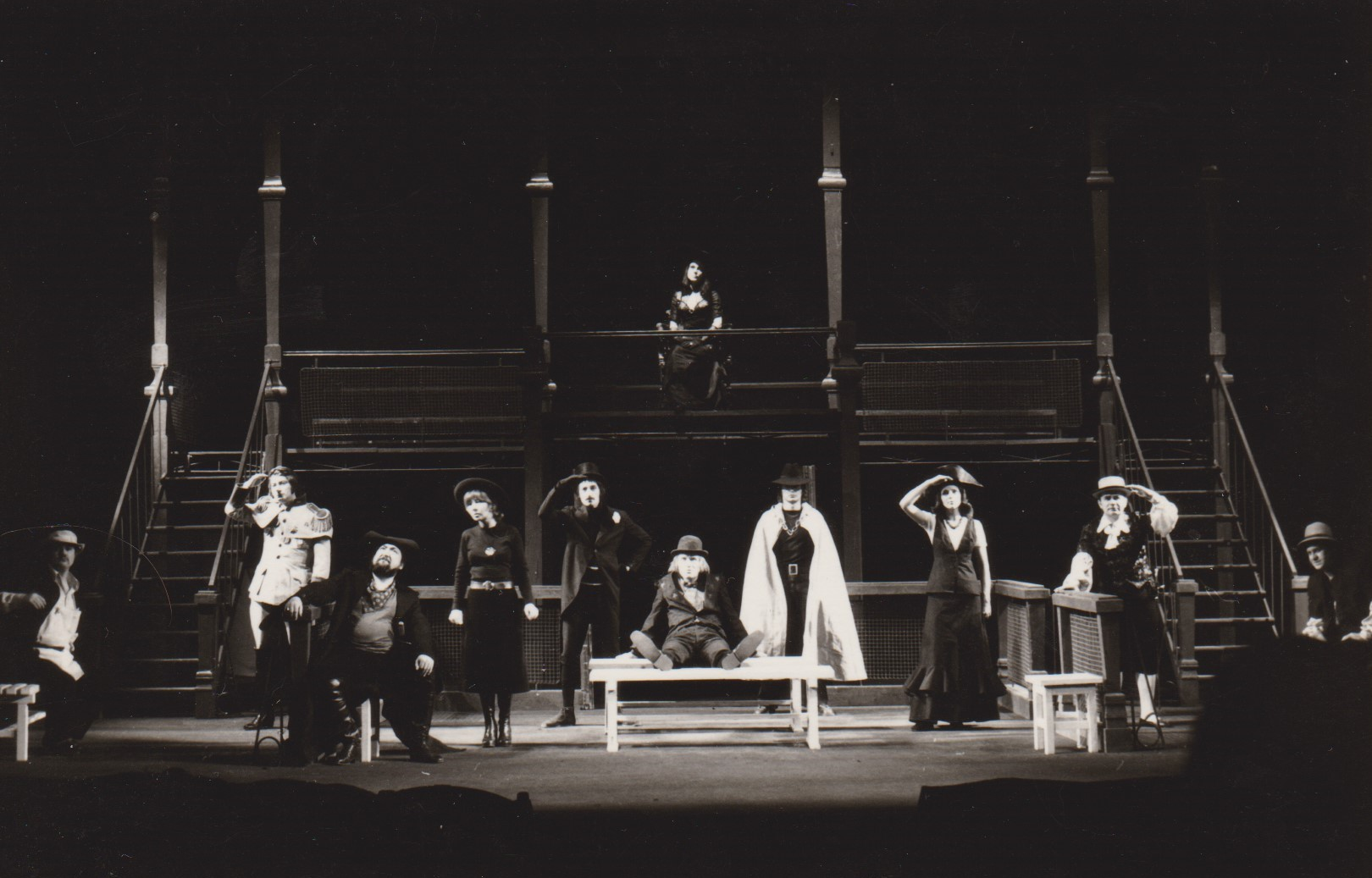
A douăsprezecea noaptea, Cluj, 1975

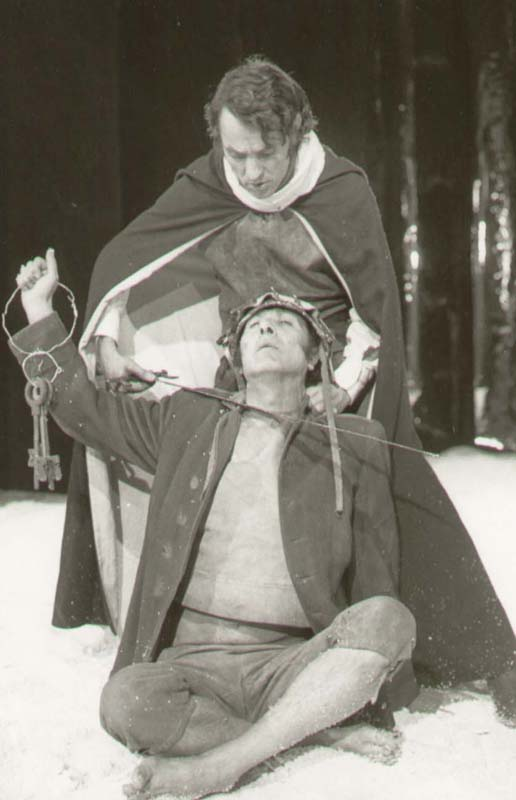
Macbeth, Ploiești, 1976

### Spectacole de referință
- „Anotimpurile”, de Arnold Wesker[5]
- „Philoctet”, de Sofocle
- „Pescărușul”, de A. P. Cehov
- „O noapte furtunoasă”, de I. L. Caragiale
- „Conul Leonida față cu reacțiunea”, de I. L. Caragiale
- „O sărbătoare princiară”, de T Mazilu
- „Roata in patru colțuri”, de V Kataev
- „Gaițele”, de A Kirițescu
- „Anotimpurile”, de A Wesker
- „Mașina de scris”, de J Cocteau
- „A douasprezecea noapte”, de W Shakespeare
- „Macbeth”, de W Shakespeare
- „Arden din Kent”, de autor anonim englez
- „Fedra”, de J Racine
- „Titanic vals”, de T Musatescu
- „Acești nebuni fațarnici”, de T Mazilu
- „Medeea”, de Seneca
- „Woyczeck”, de G Buchner
- „Flautul fermecat”, de W A Mozart (pt teatrul de papuși)
- „Cenușareasa”, dupa frații Grimm (pt teatrul de papuși)
- „Amorul doctor”, opera dupa P Bentoiu
- „Scrisorile portugheze”, ale Marianei Alcoforado

### Opera scrisă

#### Piese de teatru
- Penelopa rămâne îngândurată[2]
- Repetiția de teatru[2]
- Zâna de la răsărit[2]

Cele trei piese au fost reunite într-un singur spectacol sub denumirea „Trilogia Aureliu Manea” la Teatrul Național din Cluj-Napoca, în regia lui Gábor Tompa, având premiera în data de 3 octombrie 2013.

#### Eseuri
- 1983 - Energiile spectacolului (Editura Dacia)[7]
- 1986 - Spectacole imaginare (Editura Dacia)[7]
- 2000 - El, vizionarul: AURELIU MANEA (Editura Revistei „Teatrul azi”, București), antologie ce cuprinde celelalte eseuri publicate și câteva interviuri acordate de regizor[7]
- 2012 - Texte Regăsite "Sfârșitul lumii va fi un clip" (Editura Casa Cărții de Știință) Prefața George Banu, Un creion și ilustrațiile Paul Salzberger.
- 2018 - Spectacole imaginare (Editia a II-a, Editura Eikon)

#### Altele
A scris un scenariu pentru un film de scurtmetrajul „Prăbușirea”, "The Breakdown"(2010), inspirat din viața de la căminul din Galda de Jos (regia Gheorghe Preda). Filmul a fost prezentat în 2012 la Festivalul Internațional al Filmului Mediteranean de la Montpellier, Franța.
I s-au dedicat doua filme documentare: „Lumina din jurul trupului” de Gheorghe Preda (2004) și „Despre teatru, dragoste de om și sălbăticie” de Cătălin Ștefănescu (2005), precum și volumul exegetic „Aureliu Manea, Eseu despre un regizor” de Justin Ceuca.
Din 13 august 2014, ca apreciere a contribuției sale la dezvoltarea artei teatrale in România, Teatrul Municipal din Turda a primit numele marelui regizor și se numește Teatrul "Aureliu Manea" Turda. Din anul 2019 a devenit Teatrul National Aureliu Manea Turda.